# Бонеј ан Франс
Бонеј ан Франс (фр. Bonneuil-en-France) је насељено место у Француској у региону Париски регион, у департману Долина Оазе.
По подацима из 2011. године у општини је живело 712 становника, а густина насељености је износила 151,17 становника/km².

## Демографија
| 1962. | 1968. | 1975. | 1982. | 1990. | 2011. |
| ----- | ----- | ----- | ----- | ----- | ----- |
| 654   | 597   | 561   | 529   | 707   | 712   |